# CORE Digital Pictures
Pour les articles homonymes, voir CORE.
CORE Digital Pictures est une société de production de films et de séries d'animation en images de synthèse fondée en 1994 à Toronto (Canada). Elle a participé au travers de sa filiale CORE Feature Animation à la réalisation de plusieurs longs-métrages pour les studios Disney ou Warner. Elle a cessé ses activités en mars 2010.

## Filmographie
- Mimic, réalisation : Guillermo del Toro, 1997 (Dimension Films / Miramax)
- Vaillant, pigeon de combat ! (CORE Feature Animation / Vanguard Animation / Walt Disney Pictures)
- Lucas, fourmi malgré lui (CORE Feature Animation / DNA Productions / Warner Bros. Entertainment)
- The Wild (CORE Feature Animation / Walt Disney Pictures)
- Cendrillon et le Prince (pas trop) charmant (CORE Feature Animation / Vanguard Animation / Lions Gate Film)